# Liste in Bahamas vorhandener Dampflokomotiven
Dies ist eine Liste erhaltener Dampflokomotiven auf dem Gebiet von Bahamas.

## Lokomotiven mit 42″
| Foto | Nummer oder Name | Bauart / Achsfolge | Hersteller | Fabrik-nr. | Baujahr | Historie | Eigentümer / Betreiber / Strecke | Bemerkungen                                       |
| ---- | ---------------- | ------------------ | ---------- | ---------- | ------- | -------- | -------------------------------- | ------------------------------------------------- |
|      | ?                | ?                  | ?          |            |         |          | Sunk off North Eleuthera Island  | – laut Foto im Einzelnachweis schon lange Schrott |